# G-TELP Speaking
G-TELP Speaking（英: General Tests of English Language Proficiency Speakingは、サンディエゴ州立大学傘下の国際試験研究員が開発した英語試験です。 英語を母国語にしない受験者の実用英語話す能力を内容、文法、語彙、発音、流暢度を基準に評価する。

## テストの実際
約30分間進行し、11の領域と約30の問題で構成されている。 過去には、G-TELP Level 3の合格者だけが試験に受験できました。

## 採点
受験者の録音ファイルを通じて評価が行われ、2人で構成された審査委員の平均スコアを結果として算出する。 各回答は0〜4の尺度で評価され、0は最低点、4は最高点を意味する。

## 活用状況
大韓民国の場合、大韓民国国家情報院新入職採用時加算店、大韓民国陸軍の通訳将校資格要件、中央大学校の卒業要件として活用される。